# قطعنامه ۱۹۵۳ شورای امنیت
قطعنامه ۱۹۵۳ شورای امنیت سازمان ملل متحد که در تاریخ ۱۴ دسامبر ۲۰۱۰ تصویب شد، سندی بین‌المللی دربارهٔ بررسی وضعیت قبرس است. این قطعنامه طی نشست ۶۴۴۵ام با ۱۴ رای موافق، ۱ مخالف و ۰ ممتنع تصویب شد.